# Alphons Egli
Alphons Egli (ur. 8 października 1924 w Lucernie, zm. 5 sierpnia 2016 tamże) – polityk szwajcarski, prawnik.
Studiował nauki prawne na uniwersytecie w Bernie, w 1949 obronił doktorat. Był członkiem Wielkiej Rady Miejskiej Lucerny oraz Wielkiej Rady kantonu Lucerna. Działacz Chrześcijańsko-Demokratycznej Partii Ludowej Szwajcarii, w 1975 objął mandat deputowanego w Radzie Kantonów, a od 1979 kierował frakcją partyjną w Radzie. W styczniu 1983 został następcą Hansa Hürlimanna w Radzie Związkowej (rządzie); objął resort spraw wewnętrznych. W 1985 pełnił funkcję wiceprezydenta, a 1986 prezydenta Rady Związkowej (głowy państwa). Po upływie kadencji prezydenckiej 31 grudnia 1986 jego miejsce w Radzie Związkowej zajął Flavio Cotti.